# Nenad Marinković
Nenad Marinković (in serbo Ненад Маринковић?; Knjaževac, 28 settembre 1988) è un ex calciatore serbo, di ruolo centrocampista.

## Carriera
Dopo aver partecipato al campionato serbo, greco e a quello israeliano approda nelle Challenge League svizzera, firmando per un anno con opzione per un altro con il Servette, appena relegato in Challenge League. Dopo appena cinque partite giocate con la squadra ginevrina, il suo contratto viene rescisso di comune accordo.

## Palmarès
- Campionato serbo: 1

Partizan: 2014-2015